# Mã vùng 212 và 646 (Hoa Kỳ)
Mã vùng điện thoại 212 và 646 là mã vùng phủ sóng phần lớn quận Manhattan (ngoại trừ khu Marble Hill) của Thành phố New York theo cách phân loại số thuê bao Bắc Mỹ (NANP), được sử dụng cho cả điện thoại di động và cố định. Tính theo diện tích, thì đây là một trong những mã vùng có độ phủ sóng nhỏ nhất tại Bắc Mỹ. Mã vùng này nằm trong một mã vùng rộng hơn là 917, phủ sóng toàn bộ Thành phố New York.

## Lịch sử
Mã vùng 212 là một trong 86 mã vùng đầu tiên ở Bắc Mỹ được đưa ra bởi AT&T năm 1947, phục vụ toàn bộ năm quận của Thành phố New York. Năm 1984, các quận Brooklyn, Queens và Đảo Staten tách ra mã vùng riêng 718, mã vùng 212 chỉ còn phủ sóng Manhattan và The Bronx. Đến năm 1992, 718 được mở rộng cho cả The Bronx, dẫn đến 212 trở thành mã vùng riêng của Manhattan (khu Marble Hill cũng bị tách ra theo The Bronx). Cùng trong khoảng thời gian này, mã vùng 917 cũng được cho ra mắt với mục đích chia sẻ bớt số lượng thuê bao di động trên toàn bộ Thành phố New York với các mã vùng nhỏ hơn. Tháng 7/1999, mã vùng 212 chính thức hết số, do đó mã vùng 646 được bổ sung. Dự đoán 646 cũng sẽ hết số vào năm 2017, một mã vùng mới là 332 sẽ được sử dụng.

## Ý nghĩa và ảnh hưởng
Do đã có mặt từ rất lâu cộng với việc những số thuê bao mới đăng ký sau tháng 7/1999 gần như không thể có được mã vùng 212 nữa, nên nó thường mang một ý nghĩa là người New York gốc hay đã sinh sống ở Thành phố New York từ rất lâu, cụ thể là ở Manhattan - trung tâm thương mại, tài chính, và văn hóa của Hoa Kỳ và cả Thế giới. Vì thế những người làm công việc kinh doanh hay các tổ chức ở Thành phố New York thường rất chuộng mã vùng này. Đối với nhiều người, mã vùng 212 là một sự đảm bảo uy tín của người gọi, và họ sẽ ngay lập tức bắt máy. Khi nhắc đến mã vùng 212, người ta thường liên tưởng đến Manhattan và ngược lại. Ngoài ra, mã vùng 212 cũng xuất hiện trong nhiều bài hát và phim ảnh của Hoa Kỳ.